# Francisco Montes (futebolista)
Francisco Montes (22 de abril de 1943) é um ex-futebolista mexicano que competiu na Copa do Mundo de 1970.